# William Baffin
William Baffin (ur. prawdopodobnie 1584, zm. 23 stycznia 1622) – angielski żeglarz i odkrywca.

## Życiorys
Rozpoczął swoją odkrywczą karierę w 1612, gdy jako sternik wziął udział w wyprawie Jamesa Halla, która była kontynuacją wcześniejszych prób zmierzających do odnalezienia Przejścia Północno-Zachodniego. W 1615 i 1616 był sternikiem podobnej wyprawy, organizowanej przez Roberta Bylota. W jej czasie sprzyjające warunki atmosferyczne sprawiły, że płynąc Cieśniną Davisa, żeglarzom udało się przedostać przez zazwyczaj skute lodem wody do Morza Baffina i Cieśniny Smitha. Po zawróceniu na zachód wyprawa odkryła dwie nowe cieśniny: Jonesa i Lancastera (obydwaj byli przedsiębiorcami finansującymi wyprawę Baffina-Bylota). Wyprawa ta nie doprowadziła jednak do odkrycia przejścia. Po tych wyprawach William Baffin przeszedł na służbę Kompanii Wschodnioindyjskiej, gdzie pływał jako kapitan. W tym okresie przyczynił się do zbadania Morza Czerwonego i Zatoki Perskiej. Poczynił też istotne obserwacje astronomiczne, które prowadziły do nawigacji w oparciu o położenie księżyca. 
Zginął w 1622 w czasie swej drugiej podróży do Indii podczas oblężenia Ormuzu. 
W 1849 został opublikowany jego dziennik pokładowy w formie książkowej pod tytułem Voyages towards the North-West.